# James Rodger Fleming
James Rodger Fleming est un historien des sciences et de la technologie américain, professeur émérite Charles A. Dana de sciences, technologies et société au Colby College, et auteur du livre Fixing the Sky: The Checkered History of Weather and Climate Control,.

## Carrière
James Fleming est diplômé de l'université d'État de Pennsylvanie (BS en astronomie, 1971), de l'université d'État du Colorado (MS en sciences atmosphériques, 1973) avec une thèse sur les effets radiatifs des cirrus dans l'atmosphère tropicale.
Après son diplôme, Fleming a travaillé comme météorologue au National Center for Atmospheric Research (NCAR) pour l'étude des nuages. Il a ensuite été engagé au Département des sciences atmosphériques de l'université de Washington avec le groupe de recherche sur les techniques d'ensemencement des nuages. Son intérêt pour l'histoire des sciences l'a conduit à retourner aux études et à obtenir de l'Université de Princeton un PhD en histoire en 1988.
Il est engagé ensuite comme professeur au programme Science, technologie et société du Colby College pendant 33 ans et prend sa retraite en 2021, demeurant professeur émérite. Il est Fellow de l'Association américaine pour l'avancement des sciences (AAAS) et de la Société météorologique américaine (AMS). Il est considéré comme un expert en ingénierie climatique et critique des solutions technologiques pour lutter contre le réchauffement climatique.

## Récompenses
James Fleming est récompensé de la Chaire Charles A. Lindbergh en histoire de l'aérospatiale et de la bourse AAAS Roger Revelle en intendance mondiale pendant sa période professionnelle, en tant que spécialiste des politiques publiques au Woodrow Wilson International Center for Scholars.

## Publications
- The Climate Engineers (2007)[7]
- Fixing the Sky: The Checkered History of Weather and Climate Control (2012)[8]
- Meteorology: Weather makers (2017)[9]